# Afrixalus upembae
Afrixalus upembae là một loài ếch thuộc họ Hyperoliidae.
Đây là loài đặc hữu của Cộng hòa Dân chủ Congo.
Môi trường sống tự nhiên của chúng là xavan ẩm, đầm nước ngọt, và đầm nước ngọt có nước theo mùa.